# Eleição municipal de Porto Velho em 2000
A Eleição municipal de Porto Velho em 2000 ocorreu no dia 1 de outubro de 2000, para a eleição de um prefeito, um vice-prefeito e vereadores. O prefeito titular Carlos Camurça do PDT foi reeleito em turno único, ganhando a disputa eleitoral com Mauro Nazif do PSB, e governando a cidade em mais um período, de 1º de janeiro de 2001 a 31 de dezembro de 2004.

## Candidatos a prefeito
| Candidato(a)                           | Nome na Legenda | Vice                                            | Partido | Nº | Coligação                                                     |
| -------------------------------------- | --------------- | ----------------------------------------------- | ------- | -- | ------------------------------------------------------------- |
| Carlos Alberto de Azevedo Camurça      | Carlos Camurça  | Ellen Ruth Cantanhede Salles Rosa (PPB)         | PDT     | 12 | Mais Tempo para quem Trabalha (PDT, PPB, PL, PMN, PMDB e PST) |
| Everton Leoni                          | Everton Leoni   | Francisco Maurílio de Holanda Vasconcelos (PTB) | PSDB    | 45 | Você Feliz (PSDB, PTB, PT do B, PPS e PSC)                    |
| Francisco Sued de Brito Pinheiro Filho | Francisco Sued  |                                                 | PRTB    | 28 | PRTB (sem coligação)                                          |
| Mauro Nazif Rasul                      | Mauro Nazif     | Ernande da Silva Segismundo (PT)                | PSB     | 40 | A Vida Vai Melhorar (PSB, PT, PV, PC do B e PHS)              |
| Silvana Mota Davis Lourenço            | Silvana Mota    | Edgard Manoel Azevedo Filho (PRONA)             | PSL     | 17 | Coragem para Mudar (PSL e PRONA)                              |

## Resultado da eleição
| Turno único 1 de outubro de 2000 | Turno único 1 de outubro de 2000 | Turno único 1 de outubro de 2000 | Turno único 1 de outubro de 2000 |
| Candidato(a)                     | Vice                             | Votação                          | Votação                          |
| Candidato(a)                     | Vice                             | Total                            | Porcentagem                      |
| -------------------------------- | -------------------------------- | -------------------------------- | -------------------------------- |
| Carlos Camurça (PDT)             | Ellen Ruth (PPB)                 | 60.558                           | 42,37%                           |
| Mauro Nazif (PSB)                | Ernande da Silva (PT)            | 50.908                           | 35,62%                           |
| Everton Leoni (PSDB)             | Francisco Vasconcelos (PTB)      | 22.287                           | 15,59%                           |
| Silvana Mota (PSL)               | Edgard Azevedo (PRONA)           | 9.108                            | 6,37%                            |
| Francisco Sued (PRTB)            |                                  | 66                               | 0,05%                            |
| Total de votos válidos           | Total de votos válidos           | 142.927                          | 100,00%                          |
| Votos apurados                   |                                  |                                  |                                  |
| Votos válidos                    | Votos válidos                    | 142.927                          | 92,30%                           |
| Votos em branco                  | Votos em branco                  | 2.907                            | 1,88%                            |
| Votos nulos                      | Votos nulos                      | 9.080                            | 5,82%                            |
| Total de votos apurados          | Total de votos apurados          | 154.842                          | 100,00%                          |
| Eleitores                        |                                  |                                  |                                  |
| Comparecimento                   | Comparecimento                   | 154.842                          | 80,97%                           |
| Abstenções                       | Abstenções                       | 36.402                           | 19,03%                           |
| Total de eleitores               | Total de eleitores               | 191.244                          | 100,00%                          |